# Lithacrosiphon maldivensis
Lithacrosiphon maldivensis är en stjärnmaskart som beskrevs av Arthur Everett Shipley 1902. Lithacrosiphon maldivensis ingår i släktet Lithacrosiphon och familjen Aspidosiphonidae. Inga underarter finns listade i Catalogue of Life.